# Treffpunkteuropa
treffpunkteuropa.de ist eine politische Online-Zeitschrift, die europapolitische Themen aufgreift und jungen Menschen die Möglichkeit bietet, den europäischen Medienraum zu gestalten. Das Magazin wird von den Jungen Europäischen Föderalisten unterstützt.
Gegründet wurde die Zeitschrift im Frühjahr 2009. Bis Ende 2015 erschien zusätzlich eine Print-Ausgabe mit dem Namen treffpunkt.europa, die dann zugunsten des Online-Magazins eingestellt wurde. treffpunkteuropa.de ist Partner der Onlineplattform Euractiv.
Die Artikel erscheinen in bis zu sieben Sprachen auf den Partnerplattformen. Während treffpunkteuropa.de den deutschsprachigen Raum abdeckt, decken thenewfederalist.eu, elnuevofederalista.eu, taurillon.org, eurobull.it, Kurier Europejski, euro-journal.nl und romaniaeuropeana.eu jeweils den englischen, spanischen, französischen, italienischen, polnischen, niederländischen und rumänischen Sprachraum ab.

## Themen
treffpunkteuropa.de befasst sich mit europapolitischen Inhalten. Auf der Plattform erscheinen zahlreiche Interviews mit Europapolitikern wie etwa Martin Sonneborn, Felix Reda oder Gregor Gysi. Ein Fokus liegt darauf, europapolitische Themen für eine junge Zielgruppe verständlich zu vermitteln, wobei viel mit multimedialen Inhalten auf den Social-Media-Kanälen von treffpunkteuropa.de gearbeitet wird.
Besonders ist das Übersetzen der fremdsprachigen Beiträge der Partnermagazine und das Format „Europäische Perspektive“, bei dem junge Europäer aus mehreren Ländern ihre Meinungen zu einem Thema zusammentragen.

## Auszeichnungen
Im Jahr 2012 erhielt treffpunkteuropa.de den Europäischen Bürgerpreis des Europaparlamentes. In der Begründung hieß es: „Das Onlinemagazin treffpunkteuropa.de trägt mit seinen hochaktuellen Analysen und politisch ausgewogenen Artikeln zur Schaffung einer gut informierten europäischen Öffentlichkeit bei.“
2014 verlieh die Europa-Union Deutschland der Redaktion des Online-Magazins die Europa-Lilie für europäische Jugendarbeit.
2016 zeichnete das Europaparlament treffpunkteuropa.de mit dem zweiten Platz im Rennen um den Beitrag Deutschlands für den Jugendkarlspreis aus, 2019 schaffte es das Projekt erneut in die engere Auswahl. Im selben Jahr wurde ein Beitrag der Chefredakteurin Marie Menke für den Deutsch-Französischen Journalistenpreis nominiert.
2021 gewann das Onlinemagazin treffpunkteuropa.de mit dem Projekt „Overcoming Borders in Times of Social Distancing“ den ersten Platz der deutschen Auswahl des Europäischen Jugendkarlspreises. Ausschlaggebend für das Votum der Jury war, dass treffpunkteuropa.de junge Menschen in ganz Europa näher an europäische Entscheidungsprozesse heranbringt und Europa auch in Krisenzeiten greifbar und erlebbar macht. Zudem gestaltet es mit seinem partizipativen und multimedialen Ansatz und seiner innovativen Social-Media-Präsenz den europäischen Medienraum von morgen mit. Den Jugendkarlspreis 2021 gewann schließlich die tschechische Initiative „Fakescape“.

## Leitung
Die feste Redaktion besteht aus etwa zwölf Mitgliedern, denen jeweils ein Chefredakteur bzw. eine Chefredakteurin vorsitzt. 2021 wurde das Magazin erstmals von einer Doppelspitze geleitet. In den vergangenen Jahren waren dies:
- 2009–2010: Thomas Heimstaedt
- 2010–2013: Vincent Venus
- 2013–2014: Julius Leichsenring
- 2014–2015: Franziska Pudelko
- 2015–2016: Marcel Wollscheid
- 2016–2018: Tobias Gerhard Schminke
- 2018–2019: Gesine Weber
- 2019–2020: Marie Menke
- 2020–2021: Julia Bernard
- 2021–2022: Denise Klein und Moritz Hergl
- 2022–2024: Nele Aulbert, Friederike Graupner, Claudia Bothe, Louis Friedrich und Moritz Hergl
- 2024–heute: Benedikt Putz und Finn Harland